# Fondation Richard-Lounsbery
La Fondation Richard Lounsbery est une organisation philanthropique américaine. 

## Objectif
Elle a été fondée en 1959, dans le but de renforcer la recherche en science et technologie aux États-Unis et de favoriser une coopération franco-américaine. La fondation soutient des projets de recherche, d'enseignement des sciences, et peut intervenir sur des questions de politique scientifique.

## Histoire
La fondation a été créée à partir des avoirs de la famille Lounsbery, résultat des activités commerciales étendues de James Ben Ali Haggin, grand-père de Richard Lounsbery et lui-même petit-fils d'Ibrahim Ben Ali. Elle a été fondée en 1959. En 1967, après la mort de Richard Lounsbery, son épouse Vera Lounsbery et l'avocat de la famille, Alan F. McHenry, ont  défini les objectifs de la fondation,.

## Mission
La fondation fournit généralement un capital d'amorçage ou un soutien partiel, mais renouvelle rarement les subventions pour les activités continues ; elle ne finance habituellement pas les dotations ou les biens d'équipement, et finance de préférence des nouveaux projets.
La fondation porte un intérêt particulier aux activités de coopération entre universitaires français et américains. Elle a été l'une des premières organisations philanthropique à subventionner la Fondation Wikimédia :  une subvention prévisionnelle de Lounsbery à la fin de 2004 a accéléré l'obtention, pour Wikimedia, de  la reconnaissance par l'US Internal Revenue Service de la nature éducative de la fondation en avril 2005.
Les bénéficiaires les plus importants et les plus fréquents de la fondation sont le Musée américain d'histoire naturelle, l'Académie nationale des sciences des États-Unis, l'Association américaine pour l'avancement des sciences, l'Institut de l'éducation internationale, l'Académie française des sciences, la Fondation américaine pour la commémoration des guerres mondiales et l'Académie américaine des arts et des sciences.
La fondation soutient le prix Richard-Lounsbery en biologie ou en médecine, décerné en commun avec l'Académie des sciences.